# José Gallardo
José Gallardo (* 4. Januar 1970 in Buenos Aires, Argentinien) ist ein argentinischer Pianist. Er lebt in Deutschland.

## Leben
Er studierte in Buenos Aires und an der Hochschule für Musik Mainz u. a. bei der Pianistin Poldi Mildner. Er war ehemals Kammermusikpartner des argentinischen Geigers Alberto Lysy. Er erscheint auf zahlreichen CDs oder in Konzerten u. a. an der Seite von Künstlern wie Gidon Kremer, Maxim Vengerov, Steven Isserlis, Barnabás Kelemen, Chen Zimbalista, Carolin Widmann, Linus Roth, Julius Berger, Miklós Perényi, Danjulo Ishizaka, Nicolas Altstaedt, Julia Rebekka Adler, Nils Mönkemeyer und Andreas Ottensamer. Seit 2008 ist er Dozent am Leopold-Mozart-Zentrum in Augsburg.